# Tour d'Italie 1937
La 25e édition du Tour d'Italie s'est élancée de Milan le 8 mai 1937 et est arrivée à Milan le 30 mai. Long de 3 840 km, ce Giro a été remporté par l'Italien Gino Bartali.

## Équipes participantes
| N.    | Code | Équipe              |
| ----- | ---- | ------------------- |
| 1-7   | BIA  | Bianchi             |
| 8-14  | FRE  | Frejus              |
| 15-21 | GAN  | Ganna               |
| 22-28 | LEG  | Legnano             |
| 31-35 | EST  | Italiani all'Estero |
| 36-40 | BER  | Bertoldo            |

| N.    | Code | Équipe        |
| ----- | ---- | ------------- |
| 41-45 | LIT  | Il Littoriale |
| 46-50 | PAR  | SS Parioli    |
| 51-55 | BEL  | Belgique      |
| 56-60 | SUI  | Suisse        |
| 61-65 | GER  | Allemagne     |
| 66-98 | IND  | Individuel    |

## Classement général
| Classement général final |                   |
| --- | ----------------- |
| \| 1. Gino Bartali \| 112 h 49 min 28 s \| \| 2. Giovanni Valetti \| à 8 min 18 s \| \| 3. Enrico Mollo \| à 17 min 38 s \| \| 4. Severino Canavesi \| à 21 min 38 s \| \| 5. Cesare Del Cancia \| à 23 min 18 s \| \| 6. Walter Generati \| à 27 min 28 s \| \| 7. Edoardo Molinar \| à 30 min 31 s \| \| 8. Bernardo Rogora \| à 32 min 07 s \| \| 9. Ambrogio Morelli \| à 48 min 22 s \| \| 10. Adriano Vignoli \| à 55 min 19 s \| \| 93 partants \| \| |                   |
| 1. Gino Bartali | 112 h 49 min 28 s |
| 2. Giovanni Valetti | à 8 min 18 s      |
| 3. Enrico Mollo | à 17 min 38 s     |
| 4. Severino Canavesi | à 21 min 38 s     |
| 5. Cesare Del Cancia | à 23 min 18 s     |
| 6. Walter Generati | à 27 min 28 s     |
| 7. Edoardo Molinar | à 30 min 31 s     |
| 8. Bernardo Rogora | à 32 min 07 s     |
| 9. Ambrogio Morelli | à 48 min 22 s     |
| 10. Adriano Vignoli | à 55 min 19 s     |
| 93 partants |                   |

## Étapes
| Étape      | Date   | Villes étapes                          | km         | Vainqueur d'étape | Leader du classement général |
| 1re étape  | 8 mai  | Milan - Turin                          | 165        | Nello Troggi      | Nello Troggi                 |
| 2e étape   | 9 mai  | Turin - Acqui Terme                    | 148        | Quirico Bernacchi | Quirico Bernacchi            |
| 3e étape   | 10 mai | Acqui Terme - Gênes                    | 158        | Giovanni Valetti  | Giovanni Valetti             |
| 4e étape   | 11 mai | Gênes - Viareggio                      | 186        | Olimpio Bizzi     | Giovanni Valetti             |
| 5ea étape  | 12 mai | Viareggio - Marina di Massa            | 60 (clm/e) | Legnano           | Gino Bartali                 |
| 5eb étape  | 12 mai | Marina di Massa - Livourne             | 114        | Olimpio Bizzi     | Giovanni Valetti             |
| 6e étape   | 14 mai | Livourne - Arezzo                      | 190        | Giuseppe Olmo     | Giovanni Valetti             |
| 7e étape   | 15 mai | Arezzo - Rieti                         | 206        | Marco Cimatti     | Giovanni Valetti             |
| 8ea étape  | 16 mai | Rieti - Monte Terminillo               | 20 (clm)   | Gino Bartali      | Gino Bartali                 |
| 8eb étape  | 16 mai | Rieti - Rome                           | 152        | Raffaele Di Paco  | Gino Bartali                 |
| 9e étape   | 17 mai | Rome - Naples                          | 250        | Learco Guerra     | Gino Bartali                 |
| 10e étape  | 19 mai | Naples - Foggia                        | 166        | Gino Bartali      | Gino Bartali                 |
| 11ea étape | 20 mai | Foggia - San Severo                    | 186        | Walter Generati   | Gino Bartali                 |
| 11eb étape | 20 mai | San Severo - Campobasso                | 105        | Cesare Del Cancia | Gino Bartali                 |
| 12e étape  | 21 mai | Campobasso- Pescara                    | 258        | Marco Cimatti     | Gino Bartali                 |
| 13e étape  | 22 mai | Pescara - Ancône                       | 194        | Aldo Bini         | Gino Bartali                 |
| 14e étape  | 23 mai | Ancône - Forlì                         | 178        | Aldo Bini         | Gino Bartali                 |
| 15e étape  | 25 mai | Forlì - Vittorio Veneto                | 266        | Glauco Servadei   | Gino Bartali                 |
| 16e étape  | 26 mai | Vittorio Veneto - Mérano               | 227        | Gino Bartali      | Gino Bartali                 |
| 17e étape  | 27 mai | Mérano - Gardone Riviera               | 190        | Gino Bartali      | Gino Bartali                 |
| 18e étape  | 29 mai | Gardone Riviera - San Pellegrino Terme | 129        | Glauco Servadei   | Gino Bartali                 |
| 19ea étape | 30 mai | San Pellegrino Terme - Côme            | 151        | Marco Cimatti     | Gino Bartali                 |
| 19eb étape | 30 mai | Côme - Milan                           | 141        | Aldo Bini         | Gino Bartali                 |

## Classements annexes
| Classement de la montagne | Gino Bartali | 37 points    |
| Deuxième                  | Enrico Mollo | 25 points    |
| Troisième                 | Luigi Barral | 22 points    |
| Classement par équipes    | Frejus       | ...h ..' .." |
| Deuxième                  | ...          | -            |
| Troisième                 | ...          | -            |

## Sources
- (nl) Cet article est partiellement ou en totalité issu de l’article de Wikipédia en néerlandais intitulé « Ronde van Italië 1937 » (voir la liste des auteurs).